# 德拉沃伊瓦尼
德拉沃伊瓦尼，是匈牙利巴兰尼亚州所辖的一个村。总面积11.01平方公里，总人口209，人口密度19.0人/平方公里（2011年1月1日）。